# Carta de París

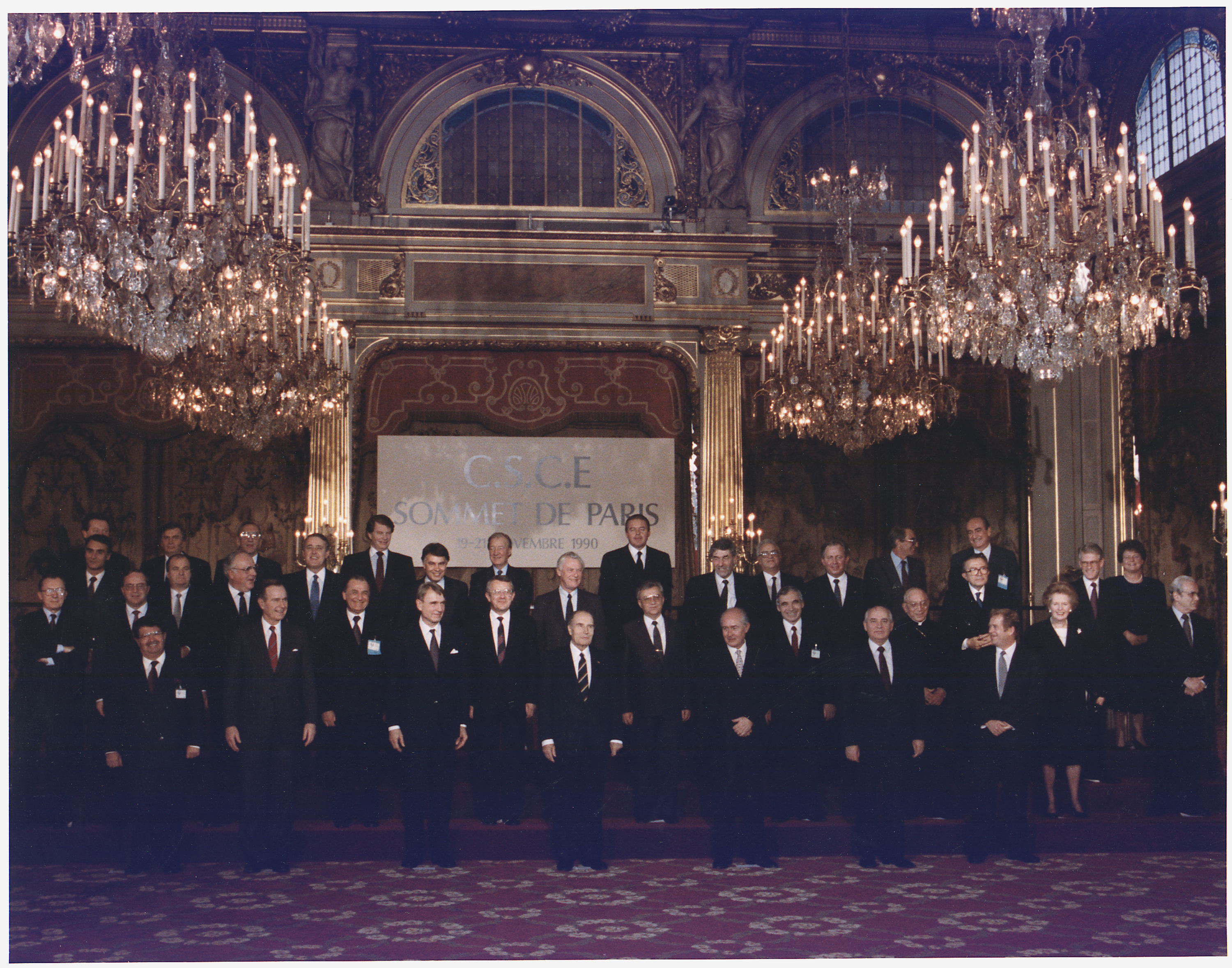
Carta de París - 1990

La Carta de París fue un tratado firmado en la cumbre celebrada en París del 19 al 21 de noviembre de 1990, por la Conferencia sobre la Seguridad y Cooperación en Europa (CSCE), donde se establecen los fundamentos ideológicos, el programa de acción y las instituciones de la organización que agrupa a todos los Estados de Europa, Estados Unidos y Canadá.
Las organizaciones con las que la OSCE mantiene relaciones de cooperación son, principalmente, la Organización de las Naciones Unidas y sus organismos vinculados, la Unión Europea, la Organización del Tratado del Atlántico Norte, la Comunidad de Estados Independientes, y el Consejo de Europa.
La Carta fue adoptada por una reunión en la cumbre de la mayor parte de los gobiernos de Europa, junto con Canadá, los Estados Unidos y las repúblicas asiáticas pertenecientes a la antigua Unión Soviética. La carta se fundamentaba en los Acuerdos de Helsinki, y fue posteriormente enmendada por la Carta para la Seguridad Europea de 1999. Juntos, estos documentos forman la base de acuerdos para la Organización para la Seguridad y Cooperación en Europa.
La Carta se considera uno de los muchos intentos para aprovechar la oportunidad de la caída del comunismo, invitando activamente a los anteriores países del bloque del este a incorporarse al marco ideológico del mundo libre. Se la compara con el Congreso de Viena de 1815, los Tratados de Versalles de 1919 o la Conferencia de Yalta y Conferencia de Potsdam al final de la Segunda Guerra Mundial, por su ambición de rediseñar el mapa político europeo.
De hecho puede considerarse a la Cumbre de París como la conferencia de paz de la Guerra Fría: la perestroika había puesto fin a la división política e ideológica del Telón de Acero. La democracia pluralista y la economía de mercado salían triunfantes; se suponía que un espacio continuo de Vancouver a Vladivostok compartiría esos valores comunes, junto con el derecho internacional y el multilateralismo como práctica de las naciones. Era el momento en que parecía tener sentido hablar, como Francis Fukuyama, de El fin de la Historia. El choque de civilizaciones de comienzos de siglo XXI demostrará los puntos débiles de esa visión.
La Carta fundó una Oficina para las Instituciones Democráticas y los Derechos Humanos en Varsovia, un Centro de Prevención de Conflictos en Viena y un secretariado. Más tarde, en 1992, se creó un Secretariado General. Se convino que los ministros de Asuntos Exteriores se reunirían para consultas regularmente.